# Plocoscelus setosus
Plocoscelus setosus är en tvåvingeart som beskrevs av Willi Hennig 1935. Plocoscelus setosus ingår i släktet Plocoscelus och familjen skridflugor.
Artens utbredningsområde är Peru. Inga underarter finns listade i Catalogue of Life.